# زوحيفان أسطواني
الزوحيفان الأسطواني (الاسم العلمي:Caulerpa cylindracea) هو نوع من النباتات يتبع جنس الزوحيفان من الفصيلة الزوحيفانية.